# Suchań

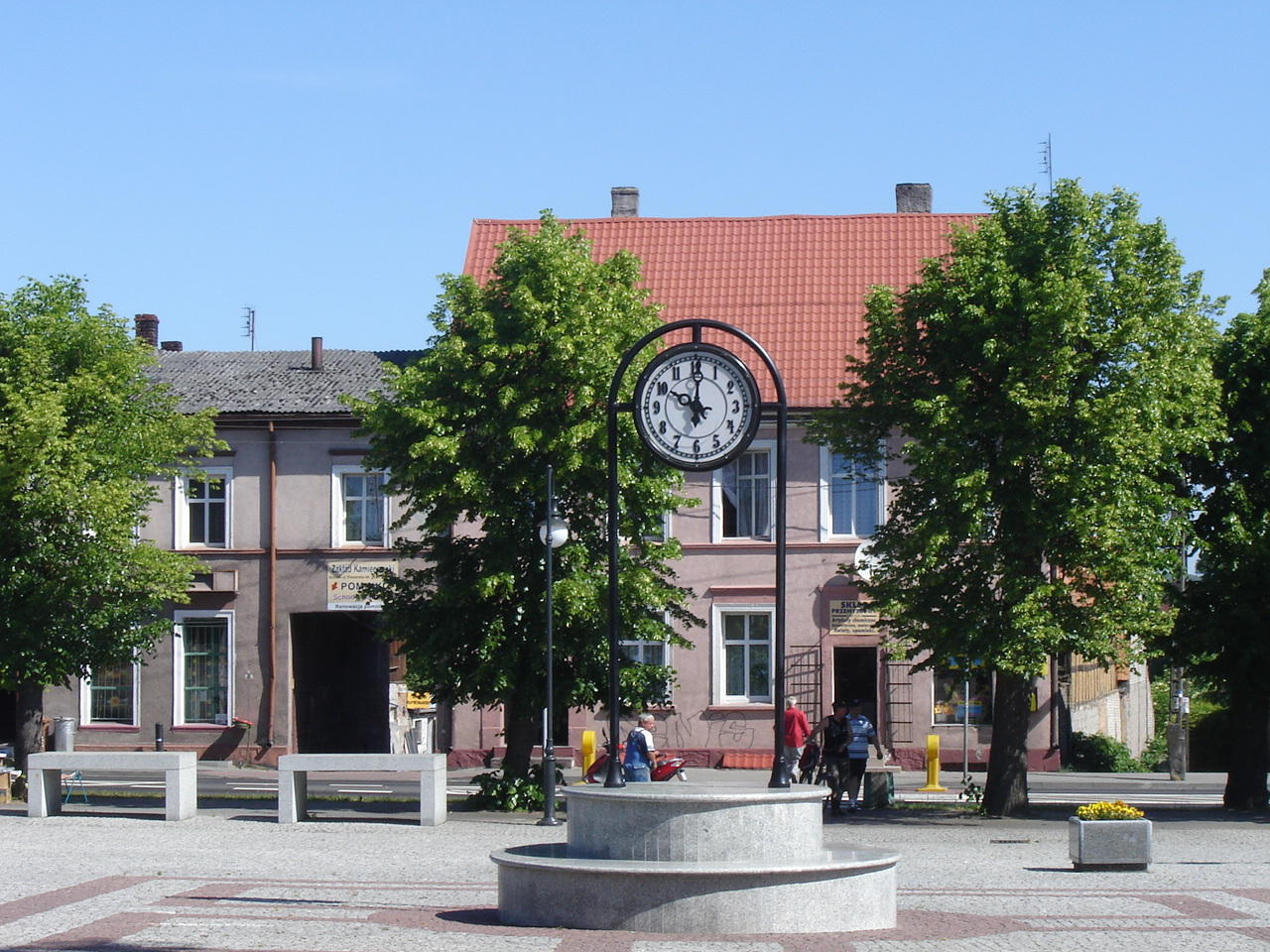
Stadens stora torg.

Suchań, tyska: Zachan, är en småstad i nordvästra Polen, belägen i distriktet Powiat stargardzki i Västpommerns vojvodskap, 21 kilometer öster om distriktets huvudort Stargard Szczeciński. Tätorten hade 1 449 invånare år 2014 och är centralort i en stads- och landskommun med totalt 4 317 invånare samma år.

## Kommunikationer
Staden ligger vid den öst-västliga nationella vägen DK 10. Närmaste järnvägsstation finns i byn Tarnowo Pomorskie strax norr om staden.

## Kända invånare
- Michael Friedrich Quade (1682-1757), luthersk teolog och skolledare.